# Hepatica aurantia
Hepatica aurantia är en fjärilsart som beskrevs av Joannis 1930. Hepatica aurantia ingår i släktet Hepatica och familjen nattflyn. Inga underarter finns listade i Catalogue of Life.